# Franceska Werth
Franceska Werth (* 1968) ist eine deutsche Juristin. Sie ist seit dem 18. Juni 2012 Richterin am Bundesfinanzhof. Am 23. Januar 2023 wurde sie vom Bundespräsidenten zur Vorsitzenden Richterin ernannt.

## Leben und Wirken
Werth war nach Abschluss ihrer juristischen Ausbildung zunächst vier Jahre wissenschaftliche Hilfskraft am Institut für deutsches und ausländisches Zivilprozessrecht der Universität Freiburg. Anschließend war sie ein Jahr als Rechtsanwältin in einer Wirtschaftskanzlei tätig, bevor sie 1997 in den höheren Dienst der Steuerverwaltung des Landes Baden-Württemberg eintrat. Nach einer Tätigkeit als Sachgebietsleiterin im Finanzamt Bruchsal und Referentin an der Oberfinanzdirektion Karlsruhe erfolgte 2003 ihre Ernennung zur Richterin am Finanzgericht Baden-Württemberg. Von 2006 bis 2010 war Werth als wissenschaftliche Mitarbeiterin an das Bundesverfassungsgericht abgeordnet. Werth ist promoviert.
Das Präsidium des Bundesfinanzhofs wies Werth zunächst dem VIII. Senat zu, der vornehmlich für die Besteuerung von Kapitaleinkünften sowie von selbständigen Einkünften natürlicher Personen und von Personengesellschaften zuständig ist. Mit ihrer Beförderung zur Vorsitzenden Richterin wurde ihr mit Wirkung vom 23. Januar 2023 der Vorsitz des insbesondere für die Erbschaft- und Schenkungsteuer und der Grunderwerbsteuer zuständigen II. Senats übertragen.
Werth ist neben ihrer richterlichen Tätigkeit Honorarprofessorin an der Universität Freiburg.